# Nostra Senyora de Mesumundu
Nostra Senyora de Mesumundu és un església romana d'Orient que es va construir a finals del segle vi, sobre les ruïnes d'unes antigues termes romanes. Al segle x, en l'època del romànic, el jutge Barisó d'Arborea i Torres la va donar a l'abadia de Montecassino. Els monjos van adaptar a l'església a les regles imposades després del cisma de 1054, i hi va afegir un absis i una nova entrada.